# Hallelujah (singel Kalafiny)
„Hallelujah” (jap. アレルヤ Areruya) – trzynasty singel zespołu Kalafina, wydany 2 października 2013 roku przez wytwórnię Sony Music Entertainment Japan. Tytułowy utwór został wykorzystany w filmie anime Kara no kyōkai: Mirai fukuin, a utwór dolce w Kara no kyōkai: Mirai fukuin Extra Chorus. Singel osiągnął 10 pozycję w rankingu Oricon i pozostał na liście przez 7 tygodni, sprzedano 18 980 egzemplarzy.

## Lista utworów
Wszystkie utwory zostały skomponowane i napisane przez Yuki Kajiura.

### CD
| CD (wersja regularna) |                                               |      |
| Nr                    | Tytuł                                         | Czas |
| 1.                    | "Hallelujah" (jap. アレルヤ Areruya)          | 5:07 |
| 2.                    | "dolce"                                       | 2:53 |
| 3.                    | "seventh heaven ～2012 Christmas LIVE ver.～" | 6:19 |
| 4.                    | "snow falling ～2012 Christmas LIVE ver.～"   | 5:20 |

### DC Anime
| CD (wersja anime) | |      |
| Nr                | Tytuł | Czas |
| 1.                | "Hallelujah" (jap. アレルヤ Areruya)                                                                              | 5:07 |
| 2.                | "dolce" | 2:53 |
| 3.                | "fairytale ～2012 Chiristmas LIVE ver.～"                                                                         | 5:38 |
| 4.                | "Kimi ga hikari ni kaete iku ～2012 Christmas LIVE ver.～" (jap. 君が光に変えて行く ～2012 Christmas LIVE ver.～) | 4:51 |